# Pallavolo ai I Giochi europei
I tornei di pallavolo ai I Giochi europei si sono disputati durante la I edizione dei Giochi europei, che si è svolta a Baku, in Azerbaigian, nel 2015.

## Podi
| Evento                         | Oro      | Argento  | Bronzo |
| Pallavolo maschile (dettagli)  | Germania | Bulgaria | Russia |
| Pallavolo femminile (dettagli) | Turchia  | Polonia  | Serbia |